# Bileh Savar
Bileh Savar (en persan : بيله سوار) est une ville d'Iran située dans la province d'Ardabil au nord de l'Iran. La ville est à la frontière avec l'Azerbaïdjan et possède un poste frontière.